# Chasmocarcinus cylindricus
Chasmocarcinus cylindricus is een krabbensoort uit de familie van de Chasmocarcinidae. De wetenschappelijke naam van de soort is voor het eerst geldig gepubliceerd in 1901 door Rathbun.